# Pont des Trois-Continents
Le pont des Trois-Continents est un pont urbain enjambant la Loire (bras de Pirmil) entre Nantes (île de Nantes) et Rezé sur la rive gauche du fleuve, en France. Il a été réalisé simultanément au pont Willy-Brandt entre juillet 1991 pour les premières études et la mise en service en février 1994, pour 275 MF HT (1992) soit 70,4 M€ actuels les deux ponts.

## Caractéristiques[1]
- longueurs des travées 74,35 m - 123,9 m - 74,35 m
- tablier : largeur 21,88 m
- épaisseur du tablier 3 – 7 m
- épaisseur des âmes 0,60 m ; 0,70 m
- épaisseur de l'hourdi inférieur 0,25 - 0,55 m
- Quantités des matériaux utilisés :
  - tablier   volume de béton 5 105 m3
  - aciers passifs 757 tonnes
  - précontrainte longitudinale 264,46 tonnes
  - précontrainte transversale 37,76 tonnes